# Carmen graecum de herbis
Das carmen graecum de herbis (Griechisches Gedicht von den Pflanzen) ist ein griechisches Lehrgedicht über die Pflanzenkunde. Es besteht aus 215 Hexametern, ist im ionischen Dialekt verfasst und stammt vermutlich aus dem 3. Jahrhundert n. Chr., wie metrische Untersuchungen ergeben haben. Da der Verfasser nicht bekannt ist, wird das Werk als Anonymi carmen graecum de herbis („Griechisches Gedicht über Pflanzen von einer anonymen Person“) zitiert. Es ist in der reich illustrierten Wiener Handschrift des Dioskorides aus dem 6. Jahrhundert überliefert und wurde zuerst von Julius Sillig herausgegeben (im Anhang seiner Edition: De viribus herbarum una cum Walafridi Strabonis, Othonis Cremonensis et Joannis Folcz carminibus similis argumenti, Leipzig 1832).